# 彼得罗·南尼

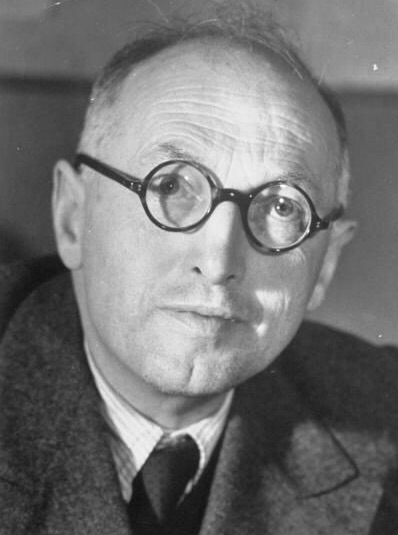
彼得罗·南尼

彼得罗·桑德罗·南尼（Pietro Sandro Nenni，1891年2月9日－1980年1月1日），意大利左派政治人物、意大利社会党领袖，20世纪20年代至60年代意大利左派的核心人物。

## 生平
南尼出生于艾米利亚-罗马涅大区的法恩扎的农民家庭，幼年父母双亡，于孤儿院度过童年。16岁时当过陶瓷工。1908年加入意大利共和党。1911年，组织游行抗议意大利侵略利比亚，遭到逮捕。第一次世界大战期间进入军队服役，参与伊松佐河战役，战场负伤，被遣返，担任共和党报社《意大利之晨》编辑；战争末期再度入伍。1921年加入意大利社会党，同年国家法西斯党进军罗马。1922年就任社会党机关报《前进！》（Avanti!）总编辑，进行反法西斯主义宣传。1925年，吉亚科莫·马泰奥蒂被法西斯党暗杀，南尼因出版宣传册揭露此事而遭到逮捕。1926年，《前进！》报社遭纵火并被取缔，南尼流亡法国巴黎，1933年当选党总书记。西班牙内战期间参与国际纵队。1943年，被法国维希当局逮捕，流放至意大利蓬扎岛。
1943年，墨索里尼政权垮台，南尼回到罗马，再度当选社会党总书记，主持工作。1946年至1947年，南尼先后担任意大利制宪部长、外交部长。此期间南尼的意大利社会党与意大利共产党关系友好、来往密切，1951年获颁斯大林和平奖。1956年为抗议苏联入侵匈牙利而同意共决裂，并退回斯大林和平奖的25,000美元奖金。1963年起，率领意大利社会党和天主教民主党等党派组成中央偏左联合政府，担任副总理及外交部长。1966年率社会党与社会民主党合并，成立统一社会党，任主席。1968年，统一社会党于大选中惨败，统一社会党及中央偏左联盟解体，南尼辞任一切政府公职，1970年被任命为终身参议员，1971年竞选意大利总统失败。1980年逝世，时年88岁。